# ゴッデス・オブ・スターダム王座
ゴッデス・オブ・スターダム王座は、スターダムが管理・認定している王座。

## 歴史
2011年8月2日に行われたシリーズ第3弾『Wonderful Stars 2011』の記者会見にて創設が発表される。ベルトのデザインは黒の皮に星型プレートで、プレートはゴールドとシルバーを組み合わせているが、2本あるベルトでその組み合わせを変えている。初代王座は10月10日より始まった『Goddesses Stars 2011〜GODDESSES OF STARDOM争奪タッグリーグ戦〜』により争われた。4組が参加して、優勝した愛川ゆず季と美闘陽子の「BY砲」が初代王座を獲得した。

## 歴代王者
| 歴代   | 王者               | 王者                   | 戴冠回数 | 防衛回数 | 獲得日         | 獲得場所 備考（対戦相手）                                    |
| ------ | ------------------ | ---------------------- | -------- | -------- | -------------- | ------------------------------------------------------------ |
| 初代   | 愛川ゆず季         | 美闘陽子               | 1        | 2        | 2011年11月27日 | 新木場1stRING （夏樹☆たいよう&世IV虎） 2012年10月2日王座返上 |
| 第2代  | 夏樹☆たいよう      | 世IV虎                 | 1        | 3        | 2012年11月25日 | 新木場1stRING （宝城カイリ&翔月なつみ）                      |
| 第3代  | 木村響子           | ヘイリー・ヘイトレッド | 1        | 0        | 2013年03月17日 | 後楽園ホール                                                 |
| 第4代  | 宝城カイリ         | 翔月なつみ             | 1        | 0        | 2013年04月29日 | 両国国技館 2013年6月2日王座返上                              |
| 第5代  | 高橋奈苗           | 脇澤美穂               | 1        | 1        | 2013年07月15日 | ナスキーホール・梅田 （夏樹☆たいよう&世IV虎）                |
| 第6代  | 木村響子           | アルファ・フィーメル   | 1        | 3        | 2014年01月26日 | 後楽園ホール                                                 |
| 第7代  | 高橋奈苗           | 宝城カイリ             | 1        | 3        | 2014年08月10日 | 後楽園ホール 2015年4月28日王座返上                           |
| 第8代  | 紫雷イオ           | 岩谷麻優               | 1        | 10       | 2015年05月06日 | 新木場1stRING （宝城カイリ&チェルシー）                      |
| 第9代  | 木村響子           | 花月                   | 1        | 2        | 2016年06月16日 | 後楽園ホール                                                 |
| 第10代 | 美闘陽子           | 宝城カイリ             | 1        | 1        | 2016年12月22日 | 後楽園ホール                                                 |
| 第11代 | 松本浩代           | ジャングル叫女         | 1        | 2        | 2017年03月05日 | 名古屋国際会議場イベントホール                               |
| 第12代 | 花月               | 木村花                 | 1        | 8        | 2017年06月21日 | 後楽園ホール                                                 |
| 第13代 | 岩谷麻優           | 鹿島沙希               | 1        | 3        | 2018年06月03日 | ススキノ・マルスジム                                         |
| 第14代 | ジャングル叫女     | 刀羅ナツコ             | 1        | 0        | 2018年09月30日 | 名古屋国際会議場イベントホール                               |
| 第15代 | 渡辺桃             | 林下詩美               | 1        | 6        | 2018年11月23日 | 後楽園ホール                                                 |
| 第16代 | ジャングル叫女     | 小波                   | 1        | 3        | 2019年07月15日 | 名古屋国際会議場イベントホール                               |
| 第17代 | ビー・プレストリー | ジェイミー・ヘイター   | 1        | 1        | 2020年01月19日 | 後楽園ホール 2020年7月20日王座返上                           |
| 第18代 | 林下詩美           | 上谷沙弥               | 1        | 2        | 2020年07月26日 | 後楽園ホール （ジャングル叫女&小波）                         |
| 第19代 | 小波               | ビー・プレストリー     | 1        | 1        | 2020年12月26日 | 後楽園ホール                                                 |
| 第20代 | 舞華               | ひめか                 | 1        | 2        | 2021年02月14日 | 後楽園ホール                                                 |
| 第21代 | ジュリア           | 朱里                   | 1        | 4        | 2021年04月04日 | 横浜武道館                                                   |
| 第22代 | 葉月               | コグマ                 | 1        | 2        | 2022年01月09日 | 後楽園ホール                                                 |
| 第23代 | 渡辺桃             | スターライト・キッド   | 1        | 1        | 2022年03月26日 | 両国国技館                                                   |
| 第24代 | 葉月               | コグマ                 | 2        | 4        | 2022年05月05日 | 福岡国際センター                                             |
| 第25代 | 中野たむ           | なつぽい               | 1        | 2        | 2022年08月21日 | 愛知県体育館                                                 |
| 第26代 | 高橋奈七永         | 優宇                   | 1        | 2        | 2022年12月29日 | 両国国技館                                                   |
| 第27代 | MIRAI              | 壮麗亜美               | 1        | 2        | 2023年04月23日 | 横浜アリーナ                                                 |
| 第28代 | 白川未奈           | マライア・メイ         | 1        | 1        | 2023年06月25日 | 国立代々木競技場第二体育館                                   |
| 第29代 | 安納サオリ         | なつぽい               | 1        | 1        | 2023年08月13日 | 大阪府立体育会館第1競技場 2023年11月20日王座返上             |
| 第30代 | 林下詩美           | 上谷沙弥               | 2        | 1        | 2023年12月02日 | 愛知県体育館 （舞華&メーガン・ベーン）                       |
| 第31代 | 鈴季すず           | 星来芽依               | 1        | 2        | 2024年03月30日 | 仙台PIT                                                      |
| 第32代 | 葉月               | コグマ                 | 3        | 2        | 2024年05月05日 | アクロス福岡イベントホール                                   |
| 第33代 | 朱里               | 小波                   | 1        | 0        | 2024年06月29日 | 後楽園ホール                                                 |
| 第34代 | 渡辺桃             | テクラ                 | 1        | 1        | 2024年07月23日 | 後楽園ホール                                                 |
| 第35代 | 羽南               | 飯田沙耶               | 1        | 5        | 2024年12月29日 | 両国国技館                                                   |
| 第36代 | 刀羅ナツコ         | 琉悪夏                 | 1        | 0        | 2025年07月24日 | 後楽園ホール                                                 |